# Història de Puerto Rico

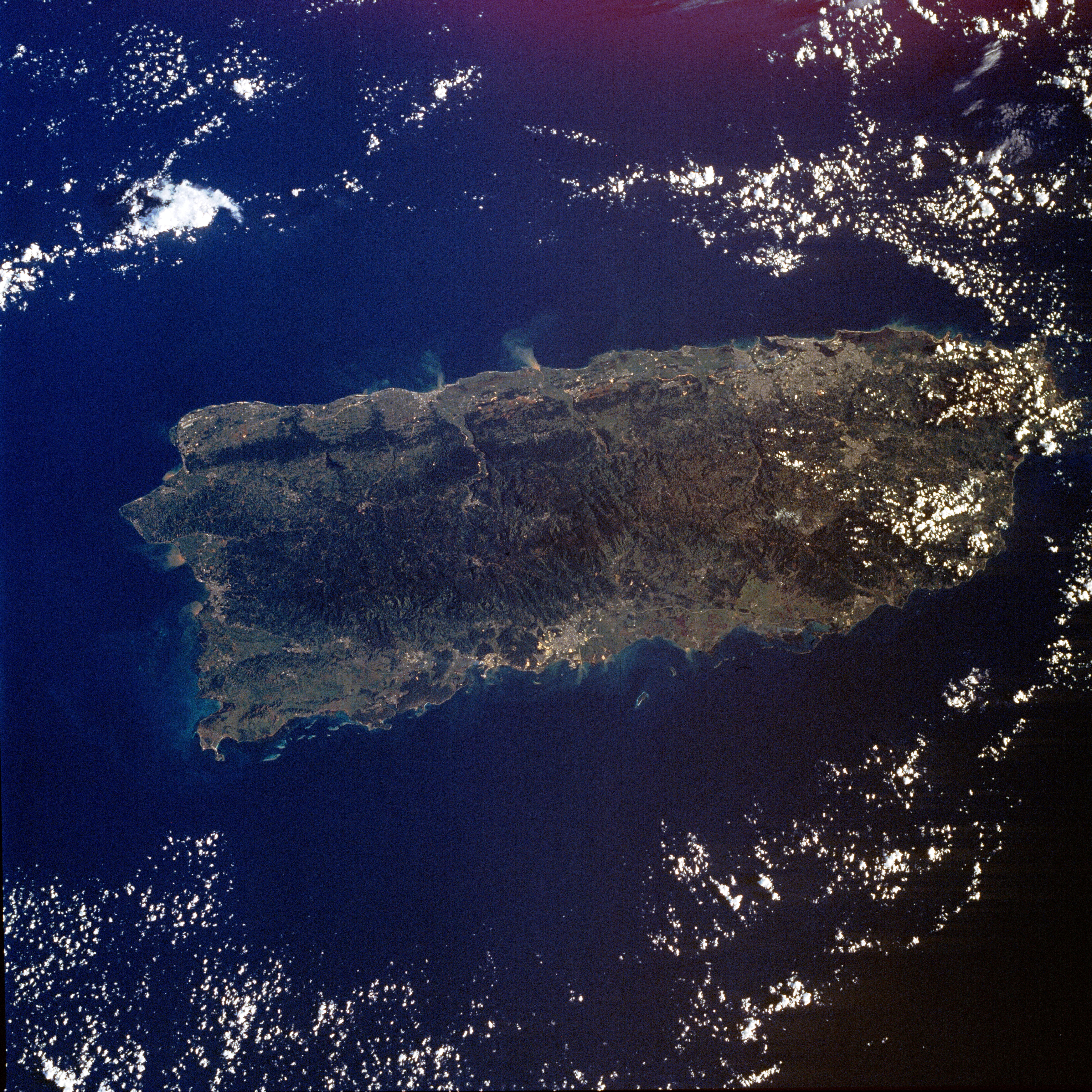
Puerto Rico

La història de Puerto Rico va començar amb l'assentament del poble ostoinoide a l'arxipèlag de Puerto Rico entre els anys 3000 i 2000 aC. Altres tribus, Com la dels indis arawak i salado, van poblar l'illa entre els anys 430 aC i 1000 dC. En el moment de l'arribada de Cristòfor Colom al Nou Món el 1493, la cultura indígena dominant era la dels taïns. La cultura taïna es va extingir durant l'última meitat del segle xvi a causa de l'explotació dels pobladors espanyols, a la guerra que van lliurar contra els taïns i les malalties que van portar.
Localitzat al nord-est del Mar Carib, Puerto Rico va ser clau per l'Imperi Espanyol des dels primers anys de l'exploració, conquesta i colonització del Nou Món. L'illa va ser un lloc militar important. Durant les moltes guerres entre Espanya i les altres potències europees pel control de la regió en els segles XVI, XVII i XVIII. La més petita de les Antilles Majors, Puerto Rico va ser trampolí del passatge d'Europa a Cuba, Mèxic, Amèrica Central i els territoris del nord de Sud-amèrica. Al llarg de gairebé tot el segle xix fins al final, durant la guerra hispano-estatunidenca, Puerto Rico i Cuba van ser les dues últimes colònies espanyoles al Nou Món; van servir com els últims llocs d'avançada espanyola. A una estratègia per tornar a obtenir el control del continent americà.
El 1898 durant la guerra hispano-estatunidenca, Puerto Rico va ser envaït i posteriorment es va convertir en una possessió dels Estats Units. La primera meitat del segle xx va estar marcada per la lluita per obtenir majors drets democràtics d'instància de part dels Estats Units. La Llei Foraker de 1900, que va establir un govern civil i la Llei Jones de 1917, que va atorgar la ciutadania nord-americana als porto-riquenys, va preparar el camí per la redacció de la Constitució de Puerto Rico l'establiment d'eleccions democràtiques el 1952; l'estatus polític de Puerto Rico, un estat lliure associat controlat pels Estats Units, segueix sent una anomalia.

## Puerto Rico precolonial

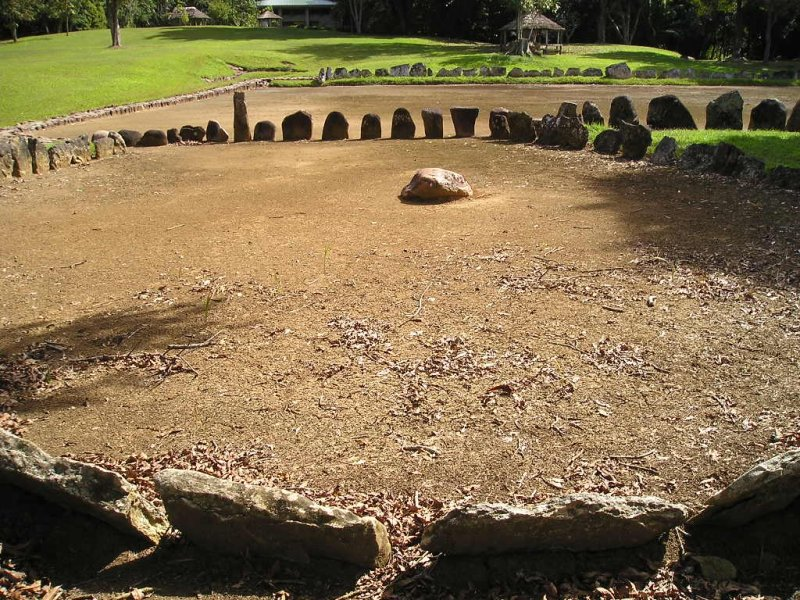
Caguana

L'assentament a Puerto Rico va començar amb l'establiment de la cultura ortoiroide provinent de la regió d'Orinoco a l'Amèrica del Sud. Alguns acadèmics suggereixen que aquest assentament va tenir lloc fa 4.000 anys. d'una excavació arqueològica a l'Illa de Vieques el 1990 va trobar restes del que va ser un home ortoiroide (anomenat home de Puerto Ferro) que va ser datat al voltant del 2000 aC. Els ortoiroides van ser desplaçats pels saladoides, una cultura de la mateixa regió que va arribar a l'illa entre el 430 aC i el 250 aC. Es creu que els arawaks van poblar l'illa entre els segles VII i VI. Durant aquest temps, la cultura taïna, al voltant del 1000 aC s'havia convertit en dominant. La cultura taïna ha estat rastrejada al poble de Saladero, a la conca del Riu Orinoco, a Veneçuela; els taínos van migrar a Puerto Rico creuant les Antilles Menors.
En el moment de l'arribada de Cristòfor Colom es calcula que habitaven l'illa Entre 30.000 i 60.000 taínos, liderats pel cacic (cap) Agüeybaná. Els indígenes anomenaven a l'illa Borikén, que significa "la gran terra del valent i noble Senyor" Els nadius vivien en petites aldees anomenades "yucayekes" liderades per un cacic i subsistien caçant, pescant i reunint mandioca indígena i fruita. Quan els espanyols van arribar el 1493 van tenir forts conflictes amb els invasors caribs, que s'estaven traslladant cap a les Antilles. La dominació taïna de l'illa estava arribant a la seva fi. L'arribada dels espanyols marcaria el principi de la seva extinció. La seva cultura romandria fortament marginada al Puerto Rico contemporani. Instruments, contes, vetllades musicals, com les maraques i els güiros porto-riquenys, les hamacas, i paraules com Mayagüez, Arecibo, iguana i huracà són exemples del llegat deixat pels taïns.

### Civilització taïna
Els primers pobladors de les Antilles van ser els arcaics, que eren nòmades i no tenien una organització política, militar o religiosa. Es creu que els arcaics van arribar primordialment per l'estret de Bering i que van baixar fins a la península de Florida. D'altra banda, es creu que des de l'Orinoco també van venir els arawaks, que eren sedentaris, ja coneixien l'agricultura, l'arc i la fletxa. Aquestes civilitzacions van evolucionar fins a ser els: inyeris, pre-taïns i finalment taïns. Els arcaics i arawaks eventualment es van unir per formar una mateixa cultura.
Els taïns eren sedentaris, tenien coneixement de l'agricultura, i a més a més tenien una organització econòmica, basada en la barata o intercanvi de menjar i altres necessitats amb les altres Antilles. Les organitzacions polítiques dels taïns es deien yucayeques o cacicazgos. Aquests consistien primerament en el cacic, que era la persona més important del sistema i era cap guerrer de la milícia indígena, milícia que estava molt ben preparada i organitzada donat als constants atacs dels caribs a l'illa de Boriquén, originalment anomenada pels indígenes Borikem. El cacic s'encarregava a més de mantenir la pau, l'ordre i la justícia dins dels yucayeques, com també la comunicació i el comerç amb altres cacicazgos. Els cacics heretaven la posició per línia materna i pertanyien a la noblesa taïna.
Després del cacic, hi havia el bohique, que s'encarregava dels rituals, on fumaven tabac, ballaven, entre altres activitats. A més a més era metge i botànic; tenia un coneixement ampli de les plantes i s'encarregava de la salut dels indígenes. Finalment era mestre d'història en els "areítos", on relatava les històries de cacics valents, casaments, guerres, etc., i també pertanyia a la noblesa taïna. Els nitaïns eren els guerrers indígenes, i les seves funcions eren estretament militars. Protegien i mantenien la pau als yucayeques de l'amenaça dels caribs, que es movien d'illa en illa intentant conquerir les Antilles. Finalment, els "naboríes" eren la comunitat taïna i es dedicaven a la producció agrícola per alimentar el yucayeque i també per exercir el comerç.

## Colonització espanyola

Cristòfor Colom

### La liquidació anticipada
El 25 de setembre de 1493 Cristòfor Colom va arribar al mar, a Cadis, amb 17 vaixells i 1.200-1.500 homes, per al seu segon viatge. En aquest viatge va descobrir Puerto Rico i nomenant-lo "Sant Joan Baptista", en honor de Joan, Príncep d'Astúries (1478-1497), fill de Ferran II d'Aragó i Isabel I de Castella. Va prendre possessió en nom de la Corona de Castella, el 19 de novembre de 1493 en aterrar a la platja de la ciutat actual d'Aguadilla.
El primer assentament, Caparra, es va crear el 8 d'agost de 1508 per Juan Ponce de León, un tinent de Colom que més tard va esdevenir el primer governador de l'illa. A l'any següent, la colònia va ser abandonada en favor d'una illa a prop de la costa anomenada Puerto Rico (port ric) que té un port natural. El 1511 un segon establiment, San Germán, es funda en el sud-oest de l'illa. Durant la dècada de 1520 l'illa va prendre el nom de Puerto Rico, mentre que el port es converteix en  San Juan
La colonització és la imatge del sistema d'"encomienda" aplicat en tot el Nou Món pels espanyols. Els colons van reduir als taïns com a esclaus i els proporcionen protecció militar a canvi del seu treball. El 27 de desembre de 1512, sota la pressió de l'Església Catòlica Romana, Ferran II d'Aragó promulga les Lleis de Burgos que modifiquen el sistema d'"encomiendas" en un sistema anomenat  repartiments amb l'objectiu de posar fi a l'explotació dels nadius. La llei prohibeix l'ús de qualsevol forma de càstig contra els nadius i regula les seves hores de treball, la nòmina, la seva salut i el seu estat de salut, i els obliguen a ser cristianitzats. El 1511 els taïns es van rebel·lar contra els espanyols. El cacic Urayoan reprèn els plans d'Agüeybaná i va ordenar als seus soldats ofegar el soldat espanyol Diego Salcedo per determinar si els espanyols són immortals. Després de l'ofegament del soldat mantenen el cos durant 3 dies per confirmar la seva mort. No obstant això, la revolta va ser fàcilment aixafada per Ponce de León i unes dècades més tard la població autòctona havia estat delmada per la malaltia, la violència i una alta taxa de suïcidis.
En adonar-se de l'oportunitat d'ampliar la seva influència, l'Església Catòlica també participa en la colonització de l'illa. El 8 d'agost de 1511 el Papa Juli I, va establir tres diòcesis al Nou Món, incloent-ne una a Puerto Rico (les altres dues es troben a l'illa l'Espanyola). Aquests bisbes estan sota l'autoritat de l'arquebisbe de Sevilla. Alonso Manso va ser nomenat bisbe de la Diòcesi de Puerto Rico. El 26 de setembre de 1512, abans de la seva arribada a l'illa, la primera escola d'estudis superiors s'estableix pel bisbe. Va prendre possessió de la seva diòcesi el 1513 i va esdevenir el primer bisbe a arribar a Amèrica, Puerto Rico també es va convertir en el primer centre eclesiàstic del Nou Món durant el regnat del Papa Lleó X i el centre de la Inquisició espanyola en el Nou Món.
Esclaus africans van arribar a l'illa des del 1513. A causa de la disminució de la població taïna, més i més esclaus van ser portats a l'illa. No obstant això, el nombre d'esclaus a l'illa és baix comparada amb les illes veïnes. Alhora, els esforços per enfortir el control d'Espanya a Puerto Rico s'intenta des del principi de la colonització. Els caribs, una tribu de pirates del Carib, van atacar els assentaments espanyols a les costes i rius de Dagua Macau el 1514 i després el 1521, però cada vegada són fàcilment repel·lits per la potència de foc dels espanyols.

### Amenaces europees
Les potències europees se senten atretes per les immenses riqueses que abunden als Estats Units i que estan tractant de reduir la influència espanyola en el Nou Món al segle xvi. L'èxit de la invasió va variar i tot va acabar en el fracàs de l'invasor per prendre el control permanent de l'illa. El 1528 els francesos reconeixen l'interès estratègic. Van saquejar i van cremar el poble de San Germán i van destruir moltes fortificacions espanyoles com Guanica, Sotomayor, Daguao i Loiza abans que la milícia local els va obligar a retirar-se. L'única ciutat que va romandre incòlume és la capital de San Juan.
Els espanyols estan decidits a defensar l'illa i van començar a construir fortificacions a l'illa de San Juan durant aquesta dècada. El 1532 la construcció de les primeres fortificacions va començar amb La Fortalesa, a prop de l'entrada de la Badia de San Juan. Set anys més tard, la importància de la construcció de defenses al voltant de San Juan comença amb el Fort San Felipe del Morro a la badia de San Juan. Més tard, el fort Sant Cristòfor i Sant Jeroni es construeixen amb els ingressos. El 1587 els enginyers Juan de Tejada i Juan Bautista Antonelli van redissenyar el Fort San Felipe del Morro. Políticament, Puerto Rico va ser reorganitzada el 1580 i va esdevenir una Capitania General, el que li dona una major autonomia i una resposta més ràpida a les amenaces militars.
El 22 de novembre de 1595 el corsari britànic Francis Drake va liderar 27 naus i 2.500 mariners i es va dirigir a la Badia de San Juan amb la intenció de saquejar la ciutat. Encara que la ciutat va ser incendiada, els britànics van ser incapaços de derrotar a aquestes forces poderoses. Davant la notícia del fracàs per una tempesta del mar, la Royal Navy va atacar liderada per George Clifford (3r Comte de Cumberland), amb tropes desembarcades de 21 vaixells a l'est de Santurce al juny de 1598. Clifford va trobar resistència espanyola a l'intentar creuar el pont de Sant Antoni (d'una regió coneguda avui com la Condada) que condueix a l'illa de San Juan. No obstant això, els holandesos van aconseguir conquerir l'illa i van mantenir el Fort San Felipe del Moro, els holandesos van cremar la ciutat. Això va encoratjar la fortificació de San Juan. El 1634 Felip IV d'Espanya va reforçar el Fort San Cristóbal amb 6 forts connectats per una línia de muralles al voltant de la ciutat. El 1702 els britànics assetgen la ciutat d'Arecibo, al nord de l'illa, sense èxit. El 1797 els francesos i els espanyols declaren la guerra a l'Imperi Britànic. L'intent britànic d'apoderar-se de l'illa, atacant San Juan amb 7.000 homes i una flota de 64 naus sota el comandament del general Ralph Abercromby, però el Capità General Don Ramón Castro va aconseguir repel·lir l'atac.
Durant aquests atacs constants, apareixen els primers elements de la societat porto-riquenya. El cens de 1765 encapçalat pel general Alejandro O'Reilly va mostrar una població total de prop de 5.037 habitants, l'11,2% eren esclaus. Un petit percentatge en comparació amb altres colònies espanyoles del Carib.
El 1779 Puerto Rico va lluitar a la Revolució Americana sota el comandament de Bernardo de Gálvez, que va ser nomenat mariscal de l'exèrcit colonial espanyol a l'Amèrica del Nord. Els porto-riquenys participen en la presa de Pensacola, la capital de la colònia britànica de Florida i la captura de les ciutats de Baton Rouge,  Sant Louis i  Mobile. Els soldats porto-riquenys encapçalats pel general de brigada Ramón Castro van assistir a Bernardo de Gálvez en la seva victòria contra l'armada i l'exèrcit indi britànic de 2.500 homes a Pensacola.

### Seglexix

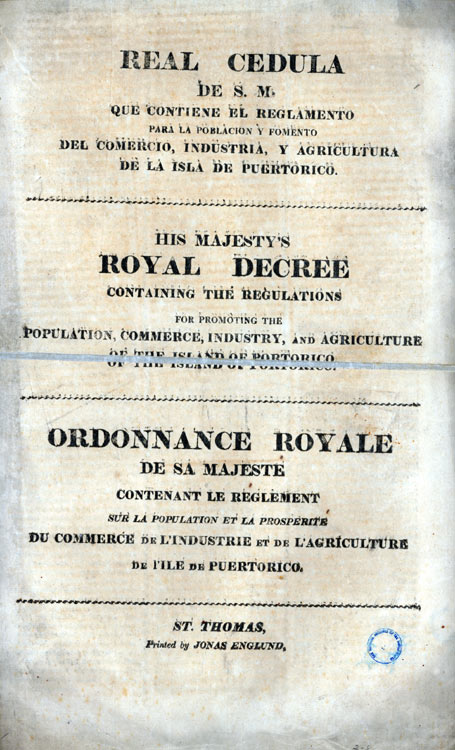
La reial cèdula de l'any de gràcia de 1815 que permet als estrangers emigrar a Puerto Rico.

El segle xix és una oportunitat de molts canvis polítics i socials a Puerto Rico. El 1809 el govern espanyol que s'oposa a Napoleó es va retirar a Cadis, al sud d'Espanya. Mentre renova la seva lleialtat al rei, la Suprema Junta Central convida a votar per a l'elecció de representants de les colònies. Ramon Power i Giralt va ser nomenat delegat a nivell local en les Corts de Cadis. La Llei del Poder significa els cinc ports de lliure comerç següents (Fajardo, Mayagüez, Aguadilla, Cabo Rojo i Ponce) i l'aplicació de reformes econòmiques amb l'objectiu de desenvolupar una economia més efectiva. El 1812 la Constitució de Cadis s'adopta. Divideix Espanya i els seus territoris en províncies, cadascuna amb una corporació o un consell local per promoure la seva prosperitat i defensar els seus interessos. Això li dona als porto-riquenys la ciutadania condicional.
El 10 d'agost de 1815 el Reial Decret de l'any de gràcia de 1815 es va promulgar. Permet als estrangers romandre a Puerto Rico (inclosos els refugiats francesos de l'Espanyola) i obre els ports al comerç amb altres països a més d'Espanya. Aquest és el començament d'un creixement econòmic basat en l'agricultura (sucre, tabac i cafè són els productes principals). El decret dona la terra lliure per a qualsevol persona que jura lleialtat a la  Corona espanyola i la fidelitat a l'Església Catòlica Romana. Milers de famílies de totes les regions d'Espanya (sobretot d'Astúries, Catalunya, Mallorca i Galícia), i també d'Alemanya, Còrsega, Irlanda, França, Portugal, Illes Canàries i altres territoris migren a Puerto Rico, amb l'esperança d'escapar de les dures condicions econòmiques de l'època a Europa. Estan especialment atrets per l'oferta de sòl. No obstant això, aquests pocs avenços en l'autonomia i els drets són de curta durada. Després de la caiguda de Napoleó, el poder absolut regna de nou a Espanya i es deroga la Constitució de Cadis. A Puerto Rico és restaurat el seu antic estatus colonial i subjecte al poder il·limitat del rei d'Espanya.
La integració dels immigrants en la cultura de Puerto Rico condueix a canvis en la societat porto-riquenya. El 25 de juny de 1835 la reina Maria Cristina de Borbó-Dues Sicílies va abolir el comerç d'esclaus a les colònies espanyoles. El 1851 el governador Juan de la Peruela Ceballos va fundar la Reial Acadèmia de Belles Lletres. L'Acadèmia capacita els mestres dels mètodes de la fórmula de primària i dona suport a la creació literària que promou el progrés literari i intel·lectual de l'illa. El 1858 el telègraf es va introduir a l'illa amb l'ajuda de Samuel Morse, que instal·la una línia a la ciutat d'Arroyo a la hisenda "La Enriqueta".

### La lluita per la independència
La segona meitat del segle xix està marcada per la lluita per la independència de Puerto Rico. Un cens de 1860 mostra una població de 583.308 habitants, entre ells 300.406 (51,5%) són europeus i 282.775 (48,5%) són persones de color (descendents d'esclaus africans, mulats i mestissos). El 83,7% de la població és analfabeta i viu en la pobresa, mentre que l'agricultura, la principal font d'ingressos de l'illa, es veu obstaculitzada per la manca d'infraestructura de transport, amb les eines adequades i l'equip. Afegit a això els desastres naturals com els huracans i les inundacions. L'economia també pateix d'alts costos i els impostos establerts per la Corona espanyola. Finalment, Espanya enviava a l'exili o empresonava a tots aquells que buscaven les reformes liberals.
El 23 de setembre de 1868 centenars d'homes i dones de la ciutat de Lares, empobrits i políticament separats d'Espanya després de la Revolució volen la independència de Puerto Rico. El Crit de Lares (l'Aixecament de Lares) està planificat per un grup liderat pel Dr.Ramón Emeterio Betances, exiliat de la República Dominicana i Segundo Ruiz Belvis. El Dr.Betances va fundar el Comitè Revolucionari de Puerto Rico el gener de 1868. Manuel Rojas, Matías Brugman, Mariana Bracetti, Francisco Ramírez Medina i Lola Rodríguez de Tió són les figures més destacades de la revolta. No obstant això, tot i la importància d'aquesta revolta, els espanyols reprenen ràpidament el control de l'illa.
Després del Crit de Lares, les reformes polítiques i socials es posen en marxa durant tot el final del segle xix. El 4 de juny de 1870 la llei Moret s'adopta a través dels esforços de Román Baldorioty de Castro, Luis Padial i Julio Vizcarrondo. Esclaus emancipats nascuts després del 17 de setembre de 1868 o majors de 60 anys. El 22 de març de 1873 l'Assemblea Nacional espanyola va abolir oficialment l'esclavitud amb algunes clàusules. El 1870 es van crear les primeres organitzacions polítiques a l'illa i sorgeixen dues fraccions. Els tradicionalistes es reuneixen al Conservador Partit Liberal (Liberal Conservador), dirigit per José R. Ubarri Pablo Fernández i Francisco Paula Acuña. Defensa l'assimilació en el sistema polític espanyol. Per contra, l'autonomia del Partit Reformista Liberal (Partit de la Reforma Liberal), dirigit per Román Baldorioty de Castro, José Julián Acosta, Nicolás Aguayo i Pedro Gerónimo Goico defensa la descentralització política d'Espanya. Ambdues parts després van canviar el seu nom per esdevenir, respectivament, el partit espanyol incondicional i el partit federal reformista. Al març de 1887 el partit federal reformista es va reformar i es va convertir en el partit separatista porto-riqueny. Es tractava de crear una identitat política i jurídica de Puerto Rico. Va ser dirigit per Román Baldorioty de Castro, José Celso Barbosa, Rosendo Matienzo Cintrón i Luis Muñoz Rivera.

## Guerra hispano-estatunidencai govern dels Estats Units (1898 - ****)

La bandera de 45 estrelles, usada pels Estats Units durant la invasió de Puerto Rico, va ser també la bandera oficial de Puerto Rico des del 1899 fins al 1908.

Després de la ratificació del Tractat de París (1898) Puerto Rico va quedar sota control militar dels Estats Units. Aquesta situació va comportar canvis significatius: el nom de l'illa va ser canviat a Porto Rico (seria canviat de nou a Puerto Rico el 1932) i la moneda va ser canviada del pes porto-riqueny al dòlar nord-americà.
En fundar José Martí el Partit Revolucionari Cubà, incloïa entre els objectius del mateix el fomentar i auxiliar la independència de Puerto Rico del domini espanyol. El moviment independentista ha perdurat encara després de l'establiment de l'estatus polític actual i el Partit Independentista Porto-riqueny manté encara un espai en la política porto-riquenya (amb prop del 4% de l'electorat).
Una llei de 1948, anomenada Llei Mordassa, va fer il·legal parlar a favor de la independència de Puerto Rico o fins i tot mostrar la bandera de Puerto Rico. Aquesta llei, implementada pel govern colonial dels Estats Units, va ser utilitzada per perseguir i empresonar els líders independentistes de Puerto Rico, sembrant la por entre la població i descoratjant qualsevol forma d'expressió nacionalista i patriòtica.
El 1948 Luis Muñoz Marín va guanyar les primeres eleccions democràtiques en la història de Puerto Rico, gràcies a una llei federal que va permetre als territoris triar un governador, i el 1952 va ajudar a Puerto Rico a canviar el nom de l'illa a "Estat Lliure Associat" dels Estats Units. Encara que les lleis a Puerto Rico són paral·leles amb les dels Estats Units, Puerto Rico té el seu propi equip olímpic. El més alt rang polític a Puerto Rico és el de governador, qui està subjecte al president dels Estats Units.
El 30 d'octubre de 1950 els nacionalistes van dirigir el Crit de Jayuya, una insurrecció contra el govern dels Estats Units a diverses localitats de Puerto Rico, principalment al poble de Jayuya. Estats Units va declarar la llei marcial a Puerto Rico i va enviar a Jayuya la Guàrdia Nacional. El poble de Jayuya va ser atacat per aire per avions bombarders i en terra per artilleria. Encara que part del poble va ser destruït, es va impedir la difusió de les notícies d'aquesta acció militar fora de Puerto Rico. Els principals dirigents del partit nacionalista van ser detinguts, entre ells Pedro Albizu Campos i Blanca Canales, i sentenciats a llargues penes de presó.
Per a molts, l'estat lliure associat de Puerto Rico creat per una assemblea constituent i ratificat com a govern el 1952 és una colònia. El debat polític gira encara, després de 50 anys de la creació de l'ELA, en les opcions d'un estatus permanent ja sigui la independència, l'Estat Lliure Associat amb més sobirania o l'annexió total als Estats Units. S'han realitzat quatre plebiscits després de la creació de l'ELA: 1967, 1993, 1998 i 2012, però no han estat avalats pels Estats Units i només han servit per mesurar la popularitat de cada opció sense un compromís seriós del govern federal. En els primers tres plebiscits l'opció ELA ha prevalgut, però en l'últim va guanyar ser un estat més dels EUA considerant que va ser portat a terme de manera diferent.
El 2003 la llavors governadora Sila Calderón, en el discurs del 25 de juliol, va proposar l'assemblea constituent com a fórmula per resoldre l'estatus polític després de l'any 2004. Actualment es desenvolupa un moviment a Puerto Rico per convertir l'illa en una república associada. Un informe emès per la Casa Blanca declara per veu del mateix govern nord-americà que l'anomenat "estat lliure associat" és una colònia.
Al març del 2003 la Marina dels Estats Units va abandonar l'illa, el municipi de Vieques, on havia tingut una base militar per més de 60 anys, després que el 1999 un civil morís a causa d'una bomba llançada per error en un lloc d'observació dins del perímetre de la base militar. Aquesta mort va provocar que a la primavera de l'any 2000 més de 20.000 ciutadans protestessin contra la permanència de la base militar i exigissin la sortida de la Marina dels Estats Units de l'illa de Vieques, mentre en zones de la base militar es construïen campaments de desobediència civil els quals incloïen campaments del Partit Independentista Porto-riqueny, l'Església Catòlica i altres grups, en desafiament directe a la Marina.
Al novembre del 2004 es van dur a terme les eleccions generals. En aquestes el guanyador a la governació va ser Aníbal Acevedo Vilá pel Partit Popular Democràtic. Al novembre del 2008 es van dur a terme eleccions generals. En aquestes el guanyador a la governació va ser Luis Fortuño pel Partit Nou Progressista.
El 23 de setembre del 2005, dia que es va commemorar el 138è aniversari del Crit de Lares, es va produir una intervenció federal en el municipi de Hormigueros. Les autoritats federals (FBI) van descobrir la residència clandestina del pròfug líder independentista Filiberto Ojeda Ríos. Durant aquesta intervenció es deslliga un intercanvi de trets entre Ojeda i els agents, que va culminar amb la mort del revolucionari. Es coneixen molt pocs detalls sobre l'operatiu. S'han aixecat protestes i acusacions per part del sector independentista cap al que ells anomenen un "assassinat polític". Filiberto Ojeda era el líder d'una organització perseguida i acusada d'actes delictius pels Estats Units.
El maig de 2022, els membres del Congrés que patrocinaven projectes de llei en competència sobre com resoldre l'estatus territorial de Puerto Rico i la seva relació amb els Estats Units s'han reunit per introduir una nova legislació que combina ambdues coses. La legislació proposada combina elements del projecte de llei pro-estatal presentat pel diputat Darren Soto, demócrata de Florida, i la diputada Jenniffer González, membre sense vot al Congrés i republicana de Puerto Rico, juntament amb la Llei d'autodeterminació de Puerto Rico dels representants. Alexandria Ocasio-Cortez i Nydia Velázquez, ambdues demòcrates de Nova York. El projecte de llei diu que el 5 de novembre de 2023 se celebrarà un plebiscit per resoldre l'estatus polític de Puerto Rico.
L'abril de 2023, els demòcrates van reintroduir a la Cambra la Llei d'estatus de Puerto Rico, que pretén resoldre el seu estatus territorial i la seva relació amb els Estats Units mitjançant un plebiscit vinculant a nivell federal.
El novembre de 2023, dos senadors dels Estats Units de l'estat de Connecticut, Chris Murphy, Richard Blumenthal, tots dos demòcrates, van contribuir al Senat amb una legislació que obriria el camí perquè Puerto Rico determini el seu propi estatus mitjançant un referèndum vinculant celebrat el novembre de 2025. Els residents de Puerto Rico tindrien l'opció de votar per la independència de l'estat o per la sobirania de lliure associació amb els Estats Units d'Amèrica.